# مندوب سامي

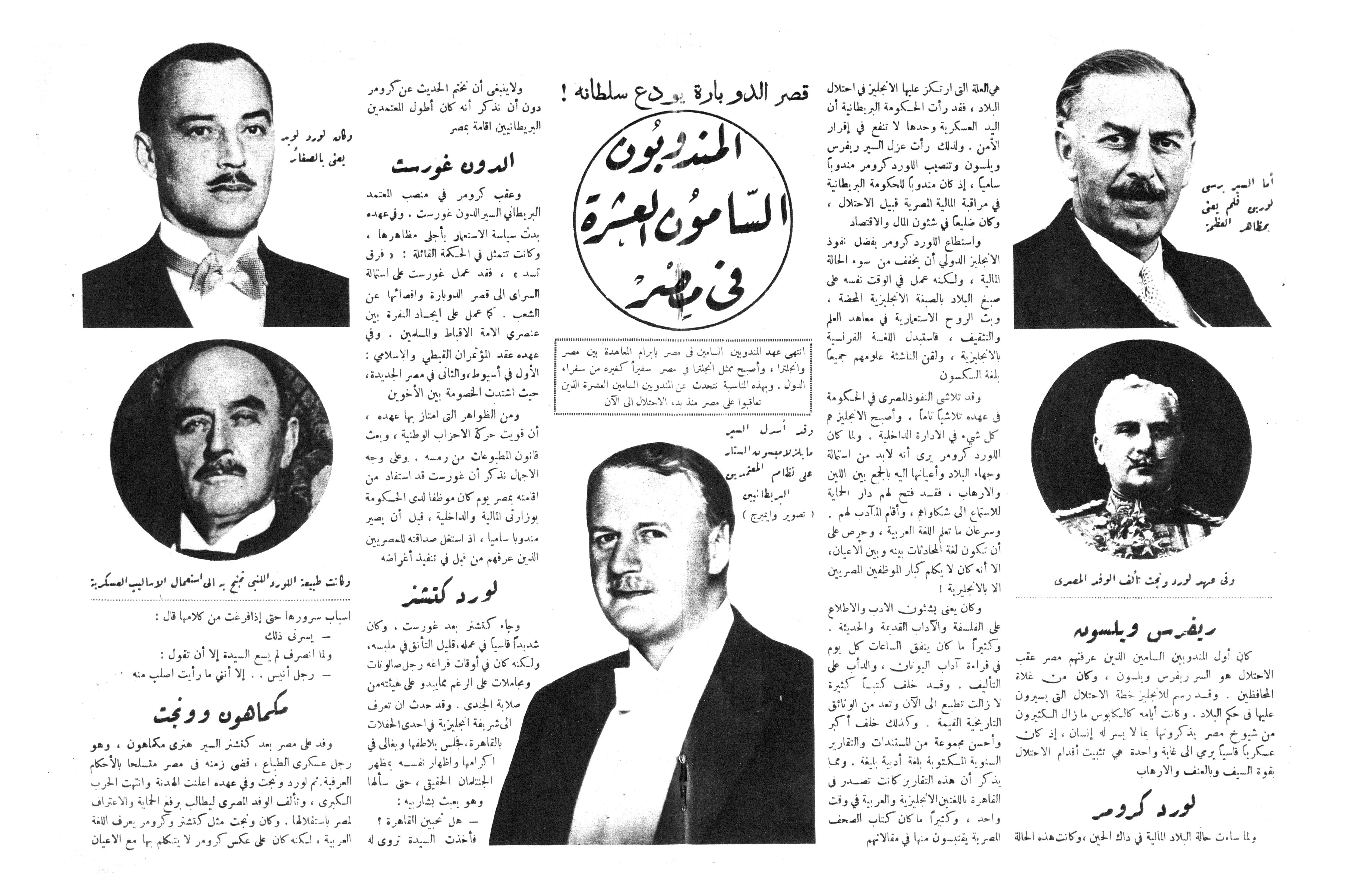
«المندوبون السامون العشرة في مصر»

المندوب السامي (بالفرنسية: Haut Commissaire)‏ و(بالإنجليزية: High Commissioner)‏ لقب استخدم في الإمبراطورية البريطانية لشخص المكلف بإدارة المحميات والاراضي التي ليست تحت السيادة البريطانية بالكامل. أما في المستعمرات فكان لقب الحاكم مستعملاً، واستخدم لاحقاً كستارةٍ للحكم غير المباشر. وقد حذت دول استعمارية أخرى كفرنسا حذو بريطانيا.
استخدم اللقب خلال الاحتلال الفرنسي للبنان وسوريا (منذ حزيران/يونيو1941، وكان اللقب الرسمي قبله مفوض سامٍ)، والإنكليزي لفلسطين والأردن والعراق ليصف الحاكم العسكري أو المدني للبلاد وبتغطية من عصبة الأمم.
ويستخدم لقب المندوب السامي ليصف موظفاً حكومياً فوق العادة أو ليصف ممثلاً أعلى لتحالفٍ دولي أو لمنظماتٍ دوليةٍ مثل الأمم المتحدة.